# Salix turczaninowii
Salix turczaninowii là một loài thực vật có hoa trong họ Liễu. Loài này được Lacksch. miêu tả khoa học đầu tiên năm 1914.